# Liste des représentants des États-Unis pour le Nouveau-Mexique
Les représentants du Nouveau-Mexique sont les membres de la Chambre des représentants des États-Unis élus pour l'État du Nouveau-Mexique.

## Délégation au 119econgrès (2025-2027)
| District | Représentant | Représentant           | Parti     | Siège depuis le                            |
| -------- | ------------ | ---------------------- | --------- | ------------------------------------------ |
| 1er      |              | Melanie Stansbury      | Démocrate | 14 juin 2021 (3 ans, 9 mois et 9 jours)    |
| 2e       |              | Gabe Vasquez           | Démocrate | 3 janvier 2023 (2 ans, 2 mois et 20 jours) |
| 3e       |              | Teresa Leger Fernandez | Démocrate | 3 janvier 2021 (4 ans, 2 mois et 20 jours) |

## Délégations historiques

### Représentants du territoire du Nouveau-Mexique
Le 9 septembre 1850, après l'adoption du compromis de 1850, le territoire du Nouveau-Mexique est créé et envoie un délégué à la Chambre des représentants des États-Unis.
| Délégué      | Délégué                          | Parti        | Mandat                                                        |
| ------------ | -------------------------------- | ------------ | ------------------------------------------------------------- |
|              | Richard H. Weightman (en)        | Démocrate    | 4 mars 1851 - 3 mars 1853 (1 an, 11 mois et 27 jours)         |
|              | José Manuel Gallegos (en)        | Démocrate    | 4 mars 1853 - 23 juillet 1856 (3 ans, 4 mois et 19 jours)     |
|              | Miguel Antonio Otero (1829) (en) | Démocrate    | 23 juillet 1856 - 3 mars 1861 (4 ans, 7 mois et 8 jours)      |
|              | John S. Watts (en)               | Républicain  | 4 mars 1861 - 3 mars 1863 (1 an, 11 mois et 27 jours)         |
|              | Francisco Perea (en)             | Républicain  | 4 mars 1863 - 3 mars 1865 (1 an, 11 mois et 27 jours)         |
|              | J. Francisco Chaves (en)         | Républicain  | 4 mars 1865 - 3 mars 1867 (1 an, 11 mois et 27 jours)         |
| Siège vacant | Siège vacant                     | Siège vacant | 4 mars 1867 - 2 septembre 1867                                |
|              | Charles P. Clever (en)           | Démocrate    | 2 septembre 1867 - 20 février 1869 (1 an, 5 mois et 18 jours) |
|              | J. Francisco Chaves (en)         | Républicain  | 20 février 1869 - 3 mars 1871 (2 ans et 11 jours)             |
|              | José Manuel Gallegos (en)        | Démocrate    | 4 mars 1871 - 3 mars 1873 (1 an, 11 mois et 27 jours)         |
|              | Stephen B. Elkins                | Républicain  | 4 mars 1873 - 3 mars 1877 (3 ans, 11 mois et 27 jours)        |
|              | Trinidad Romero (en)             | Républicain  | 4 mars 1877 - 3 mars 1879 (1 an, 11 mois et 27 jours)         |
|              | Mariano S. Otero (en)            | Républicain  | 4 mars 1879 - 3 mars 1881 (1 an, 11 mois et 27 jours)         |
|              | Tranquilino Luna (en)            | Républicain  | 4 mars 1881 - 3 mars 1884 (2 ans, 11 mois et 28 jours)        |
|              | Francisco A. Manzanares (en)     | Démocrate    | 5 mars 1884 - 3 mars 1885 (11 mois et 26 jours)               |
|              | Antonio Joseph (en)              | Démocrate    | 4 mars 1885 - 3 mars 1895 (9 ans, 11 mois et 27 jours)        |
|              | Thomas B. Catron (en)            | Républicain  | 4 mars 1895 - 3 mars 1897 (1 an, 11 mois et 27 jours)         |
|              | H. B. Fergusson (en)             | Démocrate    | 4 mars 1897 - 3 mars 1899 (1 an, 11 mois et 27 jours)         |
|              | Pedro Perea (en)                 | Républicain  | 4 mars 1899 - 3 mars 1901 (1 an, 11 mois et 27 jours)         |
|              | Bernard S. Rodey (en)            | Républicain  | 4 mars 1901 - 3 mars 1905 (3 ans, 11 mois et 27 jours)        |
|              | William H. Andrews (en)          | Républicain  | 4 mars 1905 - 7 janvier 1912 (6 ans, 10 mois et 3 jours)      |

### De 1912 à 1969
En 1912, le Nouveau-Mexique devient un État américain à part entière. Il élit alors deux représentants dans un district congressionnel at-large, qui comprend l'ensemble de l'État. De 1913 à 1943, le Nouveau-Mexique n'envoie cependant qu'un représentant au Capitole.
| Congrès                          | Siège A | Siège A | Siège A | Siège B                   | Siège B               | Siège B                   |
| -------------------------------- | --- | --- | --- | ------------------------- | --------------------- | ------------------------- |
| 62e (à partir du 7 janvier 1912) | D | | Harvey Fergusson (en) | R                         |                       | George Curry              |
| 63e (1913-1915)                  | D | Siège supprimé. | Siège supprimé. | Siège supprimé.           |                       |                           |
| 64e (1915-1917)                  | R | Siège supprimé. | Siège supprimé. | Siège supprimé.           |                       | Benigno C. Hernández (en) |
| 65e (1917-1919)                  | D | Siège supprimé. | Siège supprimé. | Siège supprimé.           |                       | William B. Walton (en)    |
| 66e (1919-1921)                  | R | Siège supprimé. | Siège supprimé. | Siège supprimé.           |                       | Benigno C. Hernández (en) |
| 67e (1921-1923)                  | R | Siège supprimé. | Siège supprimé. | Siège supprimé.           |                       | Néstor Montoya (en)       |
| 68e (1923-1925)                  | D | Siège supprimé. | Siège supprimé. | Siège supprimé.           |                       | John Morrow (en)          |
| 69e (1925-1927)                  | D | Siège supprimé. | Siège supprimé. | Siège supprimé.           |                       | John Morrow (en)          |
| 70e (1927-1929)                  | D | Siège supprimé. | Siège supprimé. | Siège supprimé.           |                       | John Morrow (en)          |
| 71e (1929-1931)                  | R | Siège supprimé. | Siège supprimé. | Siège supprimé.           |                       | Albert G. Simms (en)      |
| 72e (1931-1933)                  | D | Siège supprimé. | Siège supprimé. | Siège supprimé.           |                       | Dennis Chavez (en)        |
| 73e (1933-1935)                  | D | Siège supprimé. | Siège supprimé. | Siège supprimé.           |                       | Dennis Chavez (en)        |
| 74e (1935-1937)                  | D | Siège supprimé. | Siège supprimé. | Siège supprimé.           |                       | John J. Dempsey (en)      |
| 75e (1937-1939)                  | D | Siège supprimé. | Siège supprimé. | Siège supprimé.           |                       | John J. Dempsey (en)      |
| 76e (1939-1941)                  | D | Siège supprimé. | Siège supprimé. | Siège supprimé.           |                       | John J. Dempsey (en)      |
| 77e (1941-1943)                  | D | Siège supprimé. | Siège supprimé. | Siège supprimé.           |                       | Clinton P. Anderson       |
| 78e (1943-1945)                  | D | D | | Antonio M. Fernández (en) |                       | Clinton P. Anderson       |
| 79e (1945-1947)                  | Siège vacant l'essentiel de la mandature après la démission de Clinton P. Anderson nommé Secrétaire à l'Agriculture le 30 juin 1945. | Siège vacant l'essentiel de la mandature après la démission de Clinton P. Anderson nommé Secrétaire à l'Agriculture le 30 juin 1945. | Siège vacant l'essentiel de la mandature après la démission de Clinton P. Anderson nommé Secrétaire à l'Agriculture le 30 juin 1945. | Antonio M. Fernández (en) |                       |                           |
| 80e (1947-1949)                  | D | D | | Antonio M. Fernández (en) | Georgia Lee Lusk      |                           |
| 81e (1949-1951)                  | D | D | | Antonio M. Fernández (en) | John E. Miles (en)    |                           |
| 82e (1951-1953)                  | D | D | | Antonio M. Fernández (en) | John J. Dempsey (en)  |                           |
| 83e (1953-1955)                  | D | D | | Antonio M. Fernández (en) | John J. Dempsey (en)  |                           |
| 84e (1955-1957)                  | D | D | | Antonio M. Fernández (en) | John J. Dempsey (en)  |                           |
| 85e (1957-1959)                  | D | D | | Joseph Montoya            | John J. Dempsey (en)  |                           |
| 86e (1959-1961)                  | D | D | | Joseph Montoya            | Thomas G. Morris (en) |                           |
| 87e (1961-1963)                  | D | D | | Joseph Montoya            | Thomas G. Morris (en) |                           |
| 88e (1963-1965)                  | D | D | | Joseph Montoya            | Thomas G. Morris (en) |                           |
| 89e (1965-1967)                  | D | D | | E. S. Johnny Walker (en)  | Thomas G. Morris (en) |                           |
| 90e (1967-1969)                  | D | D | | E. S. Johnny Walker (en)  | Thomas G. Morris (en) |                           |

### Depuis 1969
À partir de 1969, le Nouveau-Mexique élit ses deux représentants au Congrès au sein de deux districts congressionnels distincts. Après le recensement de 1980, l'État gagne un troisième siège.
| Congrès          | 1er district | 1er district | 1er district      | 2e district            | 2e district            | 2e district          | 3e district       | 3e district | 3e district            |
| ---------------- | ------------ | ------------ | ----------------- | ---------------------- | ---------------------- | -------------------- | ----------------- | ----------- | ---------------------- |
| 91e (1969-1971)  | R            |              | Manuel Lujan      | R                      |                        | Ed Foreman (en)      |                   |             |                        |
| 92e (1971-1973)  | R            | D            | Manuel Lujan      |                        | Harold L. Runnels (en) |                      |                   |             |                        |
| 93e (1973-1975)  | R            | D            | Manuel Lujan      |                        | Harold L. Runnels (en) |                      |                   |             |                        |
| 94e (1975-1977)  | R            | D            | Manuel Lujan      |                        | Harold L. Runnels (en) |                      |                   |             |                        |
| 95e (1977-1979)  | R            | D            | Manuel Lujan      |                        | Harold L. Runnels (en) |                      |                   |             |                        |
| 96e (1979-1981)  | R            | D            | Manuel Lujan      |                        | Harold L. Runnels (en) |                      |                   |             |                        |
| 97e (1981-1983)  | R            | R            | Manuel Lujan      |                        | Joe Skeen              |                      |                   |             |                        |
| 98e (1983-1985)  | R            | R            | Manuel Lujan      | D                      | Joe Skeen              |                      | Bill Richardson   |             |                        |
| 99e (1985-1987)  | R            | R            | Manuel Lujan      | D                      | Joe Skeen              |                      | Bill Richardson   |             |                        |
| 100e (1987-1989) | R            | R            | Manuel Lujan      | D                      | Joe Skeen              |                      | Bill Richardson   |             |                        |
| 101e (1989-1991) | R            | R            |                   | D                      | Joe Skeen              | Steven Schiff (en)   | Bill Richardson   |             |                        |
| 102e (1991-1993) | R            | R            |                   | D                      | Joe Skeen              | Steven Schiff (en)   | Bill Richardson   |             |                        |
| 101e (1993-1995) | R            | R            |                   | D                      | Joe Skeen              | Steven Schiff (en)   | Bill Richardson   |             |                        |
| 104e (1995-1997) | R            | R            |                   | D                      | Joe Skeen              | Steven Schiff (en)   | Bill Richardson   |             |                        |
| 105e (1997-1999) | R            | R            | R                 |                        | Joe Skeen              | Steven Schiff (en)   | Bill Redmond (en) |             |                        |
| 105e (1997-1999) | R            | R            | R                 |                        | Joe Skeen              | Heather Wilson       | Bill Redmond (en) |             |                        |
| 106e (1999-2001) | R            | R            | D                 |                        | Joe Skeen              | Heather Wilson       | Tom Udall         |             |                        |
| 107e (2001-2003) | R            | R            | D                 |                        | Joe Skeen              | Heather Wilson       | Tom Udall         |             |                        |
| 108e (2003-2005) | R            | R            | D                 |                        | Steve Pearce           | Heather Wilson       | Tom Udall         |             |                        |
| 109e (2005-2007) | R            | R            | D                 |                        | Steve Pearce           | Heather Wilson       | Tom Udall         |             |                        |
| 110e (2007-2009) | R            | R            | D                 |                        | Steve Pearce           | Heather Wilson       | Tom Udall         |             |                        |
| 111e (2009-2011) | D            |              | Martin Heinrich   | D                      |                        | Harry Teague (en)    | D                 |             | Ben Ray Luján          |
| 112e (2011-2013) | D            | R            | Martin Heinrich   |                        | Steve Pearce           |                      | D                 |             | Ben Ray Luján          |
| 113e (2013-2015) | D            | R            |                   | Michelle Lujan Grisham | Steve Pearce           |                      | D                 |             | Ben Ray Luján          |
| 114e (2015-2017) | D            | R            |                   | Michelle Lujan Grisham | Steve Pearce           |                      | D                 |             | Ben Ray Luján          |
| 115e (2017-2019) | D            | R            |                   | Michelle Lujan Grisham | Steve Pearce           |                      | D                 |             | Ben Ray Luján          |
| 116e (2019-2021) | D            |              | Deb Haaland       | D                      |                        | Xochitl Torres Small | D                 |             | Ben Ray Luján          |
| 117e (2021-2023) | D            |              | Melanie Stansbury | R                      |                        | Yvette Herrell       | D                 |             | Teresa Leger Fernandez |
| 118e (2023-2025) | D            | D            | Melanie Stansbury |                        | Gabe Vasquez           |                      | D                 |             | Teresa Leger Fernandez |

## Premières
- Georgia Lee Lusk est la première femme élue au Congrès pour le Nouveau-Mexique en 1946[2].